# Chata pod Suchým
Chata pod Suchým – schronisko górskie w grupie Małej Fatry na Słowacji.

## Położenie
Schronisko znajduje się na zachodnim skraju wschodniej części tego pasma, tzw. Krywańskiej Małej Fatry. Położone jest na wysokości ok. 1075 m n.p.m., na południowo-zachodnim zboczu grzbietu biegnącego od szczytu Suchego na północny zachód, w kierunku na Jedľovinę.
Leży dokładnie poniżej połogiego odcinka wspomnianego grzbietu zwanego Javoriną, mniej więcej w miejscu, w którym na zachód odgałęzia się od niego nieco niższy, dość równy grzbiet ze szczytem Plešel (981 m n.p.m.) – z tego powodu w starszej literaturze schronisko występowało czasem pod nazwą „chata na Plešeli”. Zbocze, na którym je wybudowano, opada na południe ku Dolinie Hoskora. Znajduje się na terenie Parku Narodowego Mała Fatra i przy północnym skraju jego części – rezerwatu przyrody Suchý.

## Historia
Inicjatorem budowy chaty pod Suchým był w 1937 r. Mikuláš Mlynárčik (1894–1977), doświadczony taternik i współzałożyciel słowackiej organizacji taternickiej JAMES, wówczas członek Oddziału Klubu Czechołowackich Turystów (KČST) w Żylinie. Obiekt zaczęto budować już w roku 1938. Budowa szła szybko dzięki dotacjom miasta Żylina (50 tys. koron) i państwa (200 tys. koron) i jeszcze w tym samym roku zamieszkali w nim pierwsi turyści. Jednak na skutek rozpadu Czechosłowacji, a następnie powstania odrębnego państwa słowackiego prace wstrzymano. Obiekt przeszedł w gestię nowo powstałego Klubu Słowackich Turystów i Narciarzy (KSTL), a ukończenie budowy, możliwe dzięki pożyczce od tej organizacji na kwotę 20 tys. koron, trwało aż do roku 1943. Drewniane, piętrowe schronisko z użytkowym poddaszem, na wysokiej, kamiennej podmurówce niwelującej pochyłość stoku i pełniącej rolę podpiwniczenia, mogło pomieścić nawet 80 nocujących. Miało własny wodociąg i oświetlenie elektryczne z generatora. Była w nim jadalnia i kuchnia turystyczna. Pierwszymi najemcami byli od 1 lipca 1943 r. państwo Tichánkowie, którzy wypiekali na miejscu chleb i oferowali świeże mleko i sery od hodowanych tu krów. W tym czasie obiekt funkcjonował pod nazwą „Žilinská chata KSTL pod Suchým”.
W 1944 r. turyści zaglądali tu jednak zdecydowanie rzadziej, a ich miejsce zaczęły zajmować grupy partyzantów, z których wielu, zwłaszcza po wybuchu słowackiego powstania narodowego, znajdowało nocleg w schronisku. W odwecie 31 października przed południem oddział niemieckich żołnierzy z Vrútek na oczach gospodarzy podpalił schronisko, które zgorzało do szczętu. Przez kilka następnych lat nad pogorzeliskiem wznosił się jedynie murowany komin.
Po wojnie Mikuláš Mlynarčík, już jako prezes Żylińskiego Oddziału KSTL, zainicjował odbudowę schroniska. Jego głównym budowniczym, a następnie pierwszym chatárem został Gejza Burčík, który od 1 września 1948 r. gospodarzył potem pod Suchým wraz ze swoją małżonką, Hanką. 15 maja 1947 r. rozpoczęto budowę budynku gospodarczego. Cały materiał wynoszono na plecach lub na grzbietach mułów spod ruin zamku Starý hrad. Latem prace przyhamowały na skutek zagrożenia, jakie w tym rejonie wywoływały oddziały UPA, uchodzące z terenów Bieszczadów w kierunku granicy austriackiej i toczące w tym rejonie potyczki ze służbami czechosłowackimi. Ostatecznie do zimy zgromadzono cały materiał, a wiosną 1948 r. ośmiu cieśli w trzy dni postawiło główną konstrukcję budynku. Obiekt, o podobnych gabarytach co pierwsze schronisko, lecz o wiele ładniejszy, ukończono latem 1949 r. dzięki państwowej dotacji w wysokości 1 350 tys. koron.
Po upaństwowieniu schroniska jego zarządcą od 1951 r. było biuro turystyczne „Turista”, potem „Stredoslovenské hotely a Interhotely”, a w końcu jeden z zakładów pracy, który traktował obiekt jako własny dom wypoczynkowy i w ogóle nie wpuszczał do niego turystów. W 1971 r. obiekt odkupiła TJ Lokomotíva Žilina, co przywróciło jego właściwą rolę w turystyce górskiej w Małej Fatrze. Schronisko dysponowało wówczas 66 miejscami noclegowymi i restauracją. Przy budynku, na stoku opadającym spod Javoriny, powstał wyciąg narciarski długości 200 m. Wielokrotnie zmieniali się jego gospodarze.

## Schronisko obecnie
Aktualnie (2022 r.) schronisko oferuje noclegi w pokojach 4-, 8- i 12-łóżkowych oraz w dwóch turystycznych salach noclegowych (7-8 osób) na materacach, a także pełne wyżywienie i bufet. Włada nim rodzina Parížków z Martina.

## Szlaki turystyczne
– czerwony od Strečna przez Starohradską dolinę i szczyt Plešel – czas przejścia: 2:45 h (↓ 2:15 h), dalej prowadzi na Suchý – czas przejścia: 1:10 h (↓ 0:40 h)
  – żółty od przełęczy Brestov – czas przejścia 0:45 h w obie strony
W pobliżu przebiegają szlaki:
  – niebieski od Starohradskiej doliny, łączy się z czerwonym szlakiem w pobliżu Chaty pod Suchým – czas przejścia (do samego schroniska): 2 h (↓ 1:30 h)
  – zielony od miejscowości Varín do polany Javorina – czas przejścia – 3 h (↓ 2:15 h),   – czerwony od polany Javorina do Chaty pod Suchým – 10 min.